# ميخائيل كوهن (كاتب)
ميخائيل كوهن (بالإنجليزية: Michael Cohen)‏ هو كاتب أسترالي، ولد في 1970 في سيدني في أستراليا.